# Cédric Vitu
Cédric Vitu est un boxeur français né le 18 août 1985 à Creil dans Oise.

## Carrière de boxeur professionnel
Entrainé par son père Jean-Christophe, il passe professionnel en 2005 et devient champion de France des poids super-welters le 6 mars 2010 après une victoire contre Nicolas Guisset. Vitu conserve sa ceinture en battant aux points Christophe Canclaux puis Mehdi Nekaies le 4 mars 2011. Il remporte le 18 juin suivant la ceinture de l'union européenne aux dépens de Kai Kauramaki.

### Première chance européenne
Le 24 novembre 2012, Cédric Vitu affronte à Manchester le biélorusse invaincu Sergey Rabchenko pour le titre de champion d'Europe des poids super-welters EBU lors d'une soirée organisée pour le come-back de l’anglais Ricky Hatton. Rabchenko, promu par le britannique, l'emporte au terme d'un combat très serré sur décision partagée des juges,.

### Deuxième chance européenne
Le 13 juin 2015, Cédric Vitu obtient une seconde chance européenne en affrontant Orlando Fiordigiglio à Brescia. Il devient champion d'Europe en battant l'italien par arrêt de l'arbitre dans la 11e reprise. De retour en France, le creillois conserve sa ceinture contre Roberto Santos en décembre 2015 puis Ruben Varon en mars 2016. En juin, il reçoit le prix du boxeur européen de l’année 2016 décerné par l’EBU.
Trois défenses de sa ceinture européenne en seulement 13 mois pour autant de victoires. C'était face à 3 espagnols, Roberto Santos (victoire aux points le 17/12/2015), Ruben Varon (victoire par KO au 4e Round le 12/03/2016) et enfin contre Isaac Real (victoire aux points le 21/01/2017)

### Finale IBF pour la titre de Challenger Officiel
C’était face à un Italien Marcello Matano. L’enjeu, la place de Challenger Officiel pour avoir le droit d’affronter l’invaincu Américain Jarret Hurd. 
Après avoir mis successivement au tapis lors du 9e et 10e round son adversaire sur un crochet du droit, l’arbitre décidera sagement d’arrêter le combat à la 10e reprise. 
Cédric Vitu se voit donc remporter sa 46e victoire et devenir officiellement challenger mondial pour la ceinture IBF face à l’Américain Jarret Hurd.

### Chance mondiale
En mars 2018, Vitu perd par arrêt de l'arbitre dans la douzième et dernière reprise face à Brian Castaño, dans un combat très largement dominé par ce dernier.
Le 15 novembre 2019 à l'AccorHotels Arena à Paris, Michel Soro, détenteur de la ceinture WBA Gold des super welters, envoie Vitu au tapis avant que l'arbitre n'arrête le combat dans la cinquième reprise lorsque ce dernier est une nouvelle fois sur le point de vaciller.